# Hugh J. Grant
Pour les articles homonymes, voir Hugh Grant (homonymie) et Grant.
Hugh J. Grant (né le 10 septembre 1858, mort le 3 novembre 1910) est un homme politique qui a été maire de New York entre 1889 et 1892. Ayant été élu à l'âge de 30 ans, c'est le plus jeune maire de l'histoire de New York, et un des premiers maires catholiques de cette ville.

## Biographie
Né dans la 27e rue de New York, il a été orphelin assez jeune, et a été élevé par un homme appelé McAleer. Il a étudié un an en Allemagne et deux ans à la Columbia Law School. Il s'est présenté en 1885 où il a été battu, mais a été élu sheriff du comté de New York entre 1887 et 1888, puis il a été élu à deux reprises, en tant que démocrate. Il se marie en 1895 avec la fille du sénateur Edward Murphy Jr..
Un parc porte son nom dans le Bronx.